# Technische Hochschule Linz
Die Technische Hochschule Linz-Wilhering war eine Linzer Universität bzw. Technische Hochschule mit Sitz in Wilhering. Sie wurde von den Nationalsozialisten für Groß-Linz geplant und provisorisch im enteigneten Stift Wilhering eingerichtet. Später sollte ein Neubau an anderer Stelle in Linz erfolgen, zu dem es nicht mehr kam. Die Hochschule bestand lediglich aus einem bautechnischen Institut und ein Architekturstudium wurde eingerichtet. Weitere Fakultäten waren geplant, kamen jedoch nicht mehr zur Ausführung.
Die Universität wurde am 3. Oktober 1943 durch Reichsminister Bernhard Rust und Gauleiter August Eigruber im Stift Wilhering eröffnet. Anfangs waren es nur 12 inskribierte Hörer an der Hochschule.
1945 wurde die Technische Hochschule von der amerikanischen Besatzungsmacht aufgelöst.

## Geschichte
Bereits 1869 und wiederum 1913 bemühte sich die Handels- und Gewerbekammer für das Erzherzogtum Österreich, in Linz eine Technische Hochschule zu errichten. Nach dem Ende der Monarchie 1918/1919 gab es Bestrebungen, die Deutsche Technische Hochschule Brünn nach Linz zu verlegen.
Nach dem Anschluss Österreichs entschied Adolf Hitler am 22. Oktober 1938, die Technische Hochschule Brünn nach Linz zu verlegen. Mit Führererlass vom 14. November 1938 sollte die Brünner TU erhalten bleiben, aber Linz baldigst eine eigene TU erhalten, die gemäß Erlass vom 30. März 1939 auf dem Gelände des Petrinums entstehen sollte. Am 16. Mai 1939 folgte der Erlass des Reichswissenschaftsministeriums zur Errichtung der Technischen Hochschule in Linz mit fünf Fakultäten. Am 7. Februar 1940 entschied Hitler, dass sie nach Plänen von Wilhelm Jost gebaut werden soll, 1941 wurde eine etappenweise Inbetriebnahme vereinbart. 1943 stand fest, dass es vorerst nur eine Architekturabteilung geben soll und bis zur Fertigstellung des neuen Gebäudes (das nie begonnen wurde) einen provisorischen Standort im Stift Wilhering geben soll. Am 4. Oktober 1943 wurde die Technische Hochschule im Stift Wilhering durch Reichsminister Bernhard Rust und Gauleiter August Eigruber feierlich eröffnet, Gründungsrektor war Wilhelm Jost. Kurz darauf erhielten Ernst Fietz und Paul Ikrath Lehraufträge. Dien ersten Immatrikulationen fanden im Dezember 1943 statt. Noch am 8. Jänner 1945 wurde Rektor Jost informiert, dass die Errichtung einer Bauingenieurabteilung genehmigt wurde.
1945 wurde die Technische Hochschule von der amerikanischen Besatzungsmacht geschlossen und das Stiftsgebäude der Ordensgemeinschaft zurückgegeben, die das Klosterleben in Wilhering wieder aufnahmen. Es sollte nun bis 1966 dauern, bis in Linz wieder eine Hochschule, die Universität Linz, eröffnet wurde.
In der Nachkriegszeit gab es wiederum Bestrebungen, in Linz wieder eine Technische Universität zu errichten. Dieser Gedanke wurde von Landeshauptmann Heinrich Gleißner schließlich 1957 zugunsten einer Wirtschaftswissenschaftlichen Universität aufgegeben. Im Jahr 2022 wurde der Gedanke durch die Gründung des Institute of Digital Sciences Austria, der Technischen Universität Linz, neu umgesetzt.

## Leiter
- 1943–1945 Wilhelm Jost, Gründungsrektor, (1887–1948)

## Lehrer (Auswahl)
- Rudolf Heckl[8] (1900–1967)
- Paul Ikrath[9] (1888–1970)
- Heinrich Perisutti[10]
- Adolf Schuhmacher[11] (1896–?)
- Josef Hattwich
- Ernst Fietz
- Otto Hamader
- Otfried Kastner
- Walter Engelhardt[12]